# Faluhelyi Magda
Faluhelyi Magda (Budapest, 1946. július 26. – 2020. július 21.) magyar színésznő.

## Életpálya
A Nemzeti Színház stúdiósaként kezdett a színészettel foglalkozni. 1971-ben végzett Ádám Ottó tanítványaként a Színház- és Filmművészeti Főiskolán. Pályáját a kecskeméti Katona József Színházban kezdte. 1974-től a Szegedi Nemzeti Színház, 1977-től a Pécsi Nemzeti Színház társulatának tagja volt. 1983-tól a Népszínház színésznője volt. 1987-től szabadfoglalkozású színművésznő. 2020-ban hunyt el, néhány nappal a 74. születésnapja előtt.
Színházi és filmszínészi tevékenysége mellett 1970 óta filmekben is szinkronizált.

## Fontosabb színházi szerepei
- William Shakespeare: Hamlet... Ophélia
- William Shakespeare: VI. Henrik... Margit
- William Shakespeare: Othello... Desdemona
- William Shakespeare: Troilus és Cressida... Andromache
- Katona József: Bánk bán... Melinda
- Görgey Gábor – Illés Lajos: Egy fiú és a tündér... Tünde
- Victor Hugo: A királyasszony lovagja (Ruy Blas)... a királyné
- Georges Feydeau: Bolha a fülbe... Lucienne
- Anton Pavlovics Csehov: Cseresznyéskert... Ánya
- Gábor Andor: Dollárpapa... Kató
- Alexandru Kirițescu: Szarkafészek... Wanda
- Szekernyés László: Trón alatt a király... Cirmos
- Móricz Zsigmond: Nem élhetek muzsikaszó nélkül... Pólika
- Marc Camoletti: Boldog születésnapot... Brigitte I.

## Filmek, tv
- Ráktérítő (1969)
- Jövőbéli históriák (1970)
- Igéző (1970)
- Staféta (1971)
- A labda - Karinthy Ferenc műveiből (1971)
- Jöjjön el a Te országod (1971)
- Csak egy kutya (1972)
- Jó estét nyár, jó estét szerelem (1972)
- Az 1001. kilométer (1973)
- A medikus (1974)
- A szerelem határai (1974)
- VI. Henrik  (színházi felvétel, 1976)
- Három szabólegények (1982)
- Örökkön örökké (1986)
- Hanna háborúja (1988)
- Alapképlet (1989)
- Fehér kócsagok (1990)